# هیمود
هیمود (به مجاری:  Himod) یک شهرداری در مجارستان است که در ناحیه کاپووار واقع شده‌است. هیمود ۲۲٫۷۱ کیلومتر مربع مساحت و ۶۹۴ نفر جمعیت دارد.